# Education Act 1996
Education Act 1996 var en parlamentsakt i Storbritannien. Den infördes 1996. Med lagstiftningen infördes vissa lokala myndigheter, som exempelvis skulle ta reda på vilka barn som hade speciella behov i utbildningen.

### Fotnoter
1. ↑  ”Complete national overview - United Kingdom (England)”. European Agency for Special Needs and Inclusive Education. Arkiverad från originalet den 17 februari 2014. https://web.archive.org/web/20140217043639/http://www.european-agency.org/country-information/united-kingdom-england/national-overview/complete-national-overview. Läst 6 september 2014.